# Avena eriantha
Avena eriantha là một loài thực vật có hoa trong họ Hòa thảo. Loài này được Durieu mô tả khoa học đầu tiên năm 1845.